# 三黄宗祠
三黄宗祠，是位于福建省福州市罗源县凤山镇的一个现代宗祠建筑，2004年入选第四批罗源县文物保护单位。
三黄宗祠始建于宋朝，为祭奠当地黄姓始祖黄膺而建造，中华人民共和国时期拆改他用。2003年，黄膺第38世孙黄如论主持建立筹委会复建，新建筑于2005年竣工，占地6.86亩，建筑面积1762平方米，为土木结构仿宋牌楼。